# 巴基斯坦時報
《巴基斯坦時報》（英語：Pakistan Times）（1947–1996）是巴基斯坦的一家報紙，由設在巴基斯坦拉合爾的進步報業有限公司（Progressive Papers Limited）創立。

## 歷史背景
《巴基斯坦時報》起初由旁遮普政治家米安·伊夫蒂哈爾丁持有和运营，米安·伊夫蒂哈尔丁曾是印度国民大会党黨員，1946年後加入全印穆斯林联盟。該報紙於1947年2月4日開始發行。其1940年代的總編輯是共產黨詩人法伊兹·艾哈迈德·法伊兹。1951年，法伊兹因拉瓦爾品第陰謀案被捕後，馬扎爾·阿里·汗（Mazhar Ali Khan）擔任總編輯。 1950年代，《巴基斯坦時報》繼續是頗具影響力的報紙，對政府參與美國主导的軍事同盟强烈批評。
阿尤布·汗軍事政權時期，對包括《巴基斯坦時報》在內的媒體進行了嚴格的預審查。 1959年4月，當局根據《巴基斯坦安全法》接管了进步报业有限公司。
1964年，阿尤布（Ayub）政府成立了國家新聞信託基金會（National Press Trust），用来管理包括《巴基斯坦時報》在內的報紙机构。 1980年代，齊亞·哈克政府解雇了《巴基斯坦時報》的十名記者和管理人員，因他們與重建民主運動有聯繫，並在“信德和平”運動中联署。
國家新聞信託基金在1996年私有化。同年，《巴基斯坦時報》關閉。

### 引用
1. 1 2  I.A. Rehman. . Dawn (newspaper). 15 June 2017  [30 July 2019]. （原始内容存档于2020-02-08）.
2. ↑  All Handouts for Mass Communication - Virtual University of Pakistan Retrieved 30 July 2019
3. ↑  Jaffrelot 2015，第413頁.
4. ↑  Tikekar 2004，第283–284頁.
5. ↑  Jaffrelot 2015，第219, 309, 413頁.
6. ↑  Pakistan （页面存档备份，存于） Press Reference website, Retrieved 30 July 2019
7. ↑  Tikekar 2004，第284頁.
8. ↑  Jaffrelot 2015，第417頁.
9. ↑  Kalia 2015，第56頁.

### 書目
- Jaffrelot, Christophe, , Oxford University Press, 2015, ISBN 978-0-19-023518-5
- Kalia, Ravi, , Routledge, 2015, ISBN 978-1-317-40544-3
- Tikekar, Maneesha, , Bibliophile South Asia, 2004, ISBN 978-81-85002-34-7
- McCarry, John, , Oxford University Press, 2019, ISBN 978-01-99405-69-5